# Renault Alpine A442
L'Alpine A442 est une voiture de course construite pour les 24 Heures du Mans 1976, qui remporte l'édition 1978. Il s'agit de la première et de la seule victoire de Renault dans l'épreuve sarthoise.
Lors de l'édition 1978 de l'épreuve mancelle, la plus grande course d'endurance du monde, l'“armada” Alpine-Renault est menée par Gérard Larrousse, dont l'objectif affiché est de gagner. L'équipe est composée de trois versions bien différentes de l'Alpine : deux A442, une A442B et une A443. Les deux premières voitures ont des châssis déjà vus en compétition au cours des années précédentes, tandis que les deux autres ont été développées spécifiquement pour les 24 Heures du Mans 1978. 
L'A442B est une version intermédiaire entre les A442 et l'A443. Elle dispose de certaines modifications apportées à l'A443 telles qu'un capot avant et des portes modifiées pour permettre le montage d'une « bulle » surmontant le cockpit, des bas de caisse droits intégrants des « balais » pour canaliser l'air sous la voiture et de nouvelles prises d'air sur le capot moteur et sur les pieds de l'aileron arrière, sans pour autant disposer du moteur d'une cylindrée augmentée (2 138 cm3 au lieu de 1 996 cm3) et de l'empattement allongé caractérisant l'A443. 
Contrairement à l'équipage de l'A443 no 1, Didier Pironi et Jean-Pierre Jaussaud conservent pour la course la fameuse bulle surplombant le cockpit, ce qui leur permet de gagner de précieux km/h dans la ligne droite des Hunaudières, mais au prix d'une chaleur étouffante à l'intérieur. C'est pourquoi l'A442B no 2 est dotée juste avant le départ de trous dans les portières avec un tuyau inséré dans celle de droite, apportant ainsi un peu d'air frais au pilote. 
Après une course “sans histoire” aux avant-postes, L'Alpine A442B no 2 n'étant jamais positionnée plus loin que 4e au classement provisoire, l'équipage Pironi-Jaussaud prend la tête à la 18e heure de course, remplaçant l'Alpine no 1 de Depailler-Jabouille. Ils ne quitteront plus la première place et franchiront la ligne d'arrivée en vainqueurs à 16h00 ce dimanche 11 juin 1978, en ayant parcouru 5044,530 km à une vitesse moyenne de plus de 210 km/h. Ce succès aux 24 Heures du Mans marquera cependant le désengagement de Renault Sport en endurance pour se concentrer sur la Formule 1.

## Palmarès
- Victoire aux 1 000 kilomètres de Mugello 1975 pour sa toute première course avec Jean-Pierre Jabouille et Gérard Larrousse.
- Victoire aux 24 Heures du Mans 1978 avec Didier Pironi et Jean-Pierre Jaussaud (4e Ragnotti/Fréquelin/Dolhem/Jabouille).